# East Hampshire
East Hampshire este un district nemetropolitan în Regatul Unit, în comitatul Hampshire din regiunea South East, Anglia.

## Orașe din cadrul districtului
- Alton
- Havant
- Petersfield